# Гуннбйорн
Гуннбйорн (дан. Gunnbjørns Fjeld) — найвища вершина Гренландії і найвища точка Арктики. Належить до гірської системи хребта Воткінса. Знаходиться в поясі гір, висота яких перевищує 2000 м. Розташована на південному сході острова, за 100 км від Данської протоки. 
Отримала свою назву на честь першовідкривача Гренландії Гуннбйорна Ульфсона. 
Перше задокументированное сходження на Гуннбйорн було здійснене 16 серпня 1935 року
Августином Кортольдом, Джеком Лонглендом, Еббі Мунком, Х.Г.Уогером і Лоуренсом Уогером.